# Nemacladus glanduliferus
Nemacladus glanduliferus är en klockväxtart som beskrevs av Jeps.. Nemacladus glanduliferus ingår i släktet Nemacladus och familjen klockväxter. Inga underarter finns listade i Catalogue of Life.

## Bildgalleri

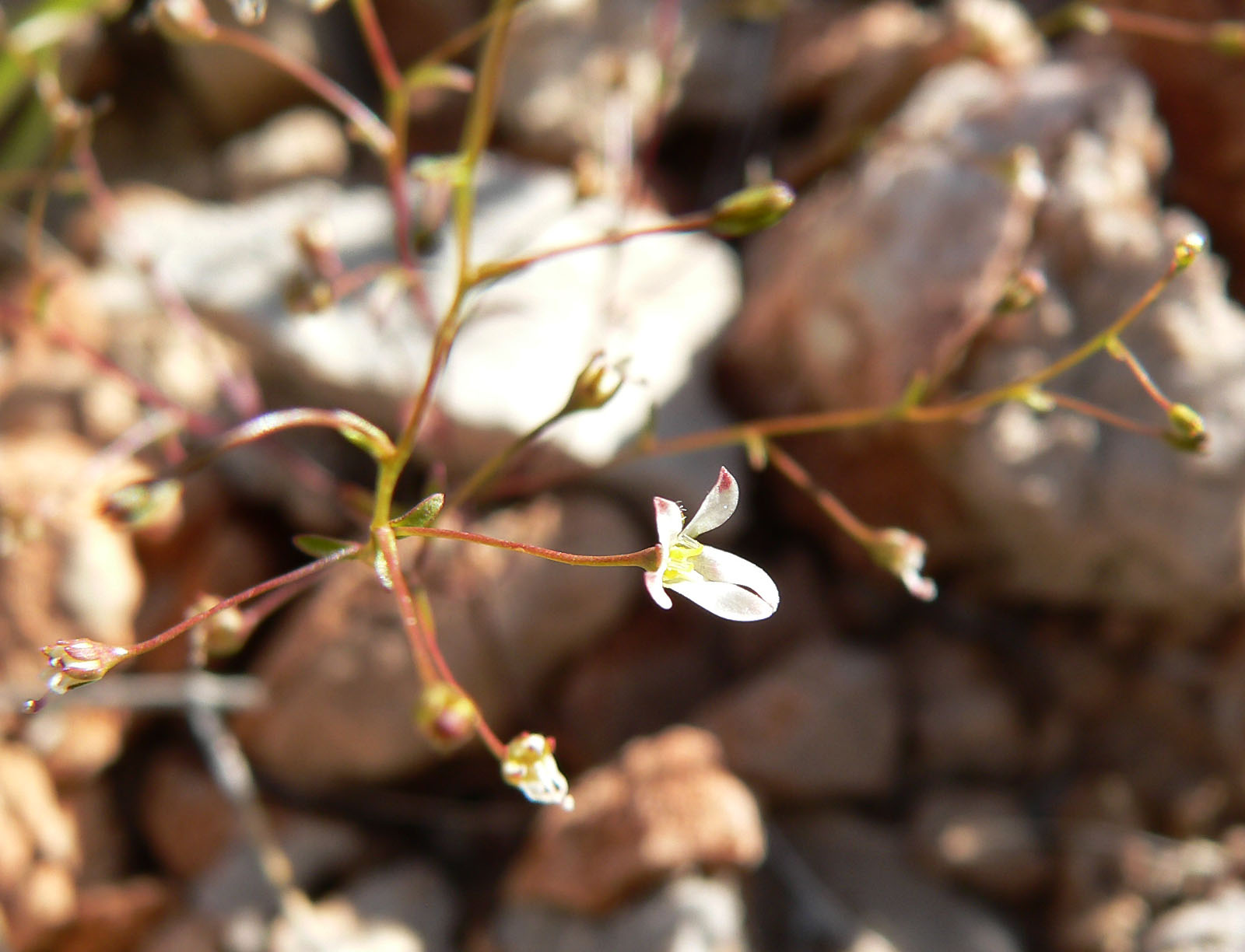
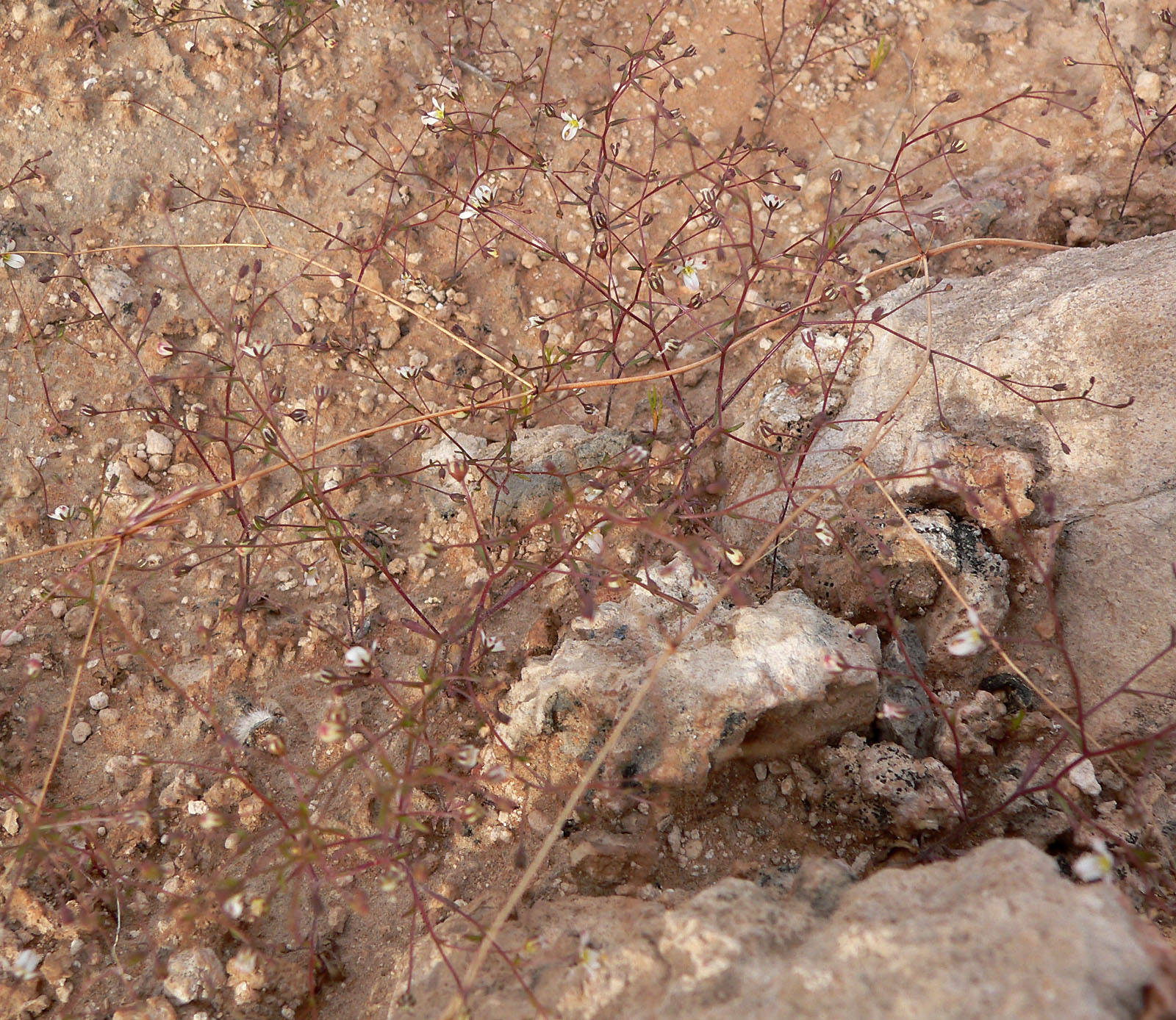
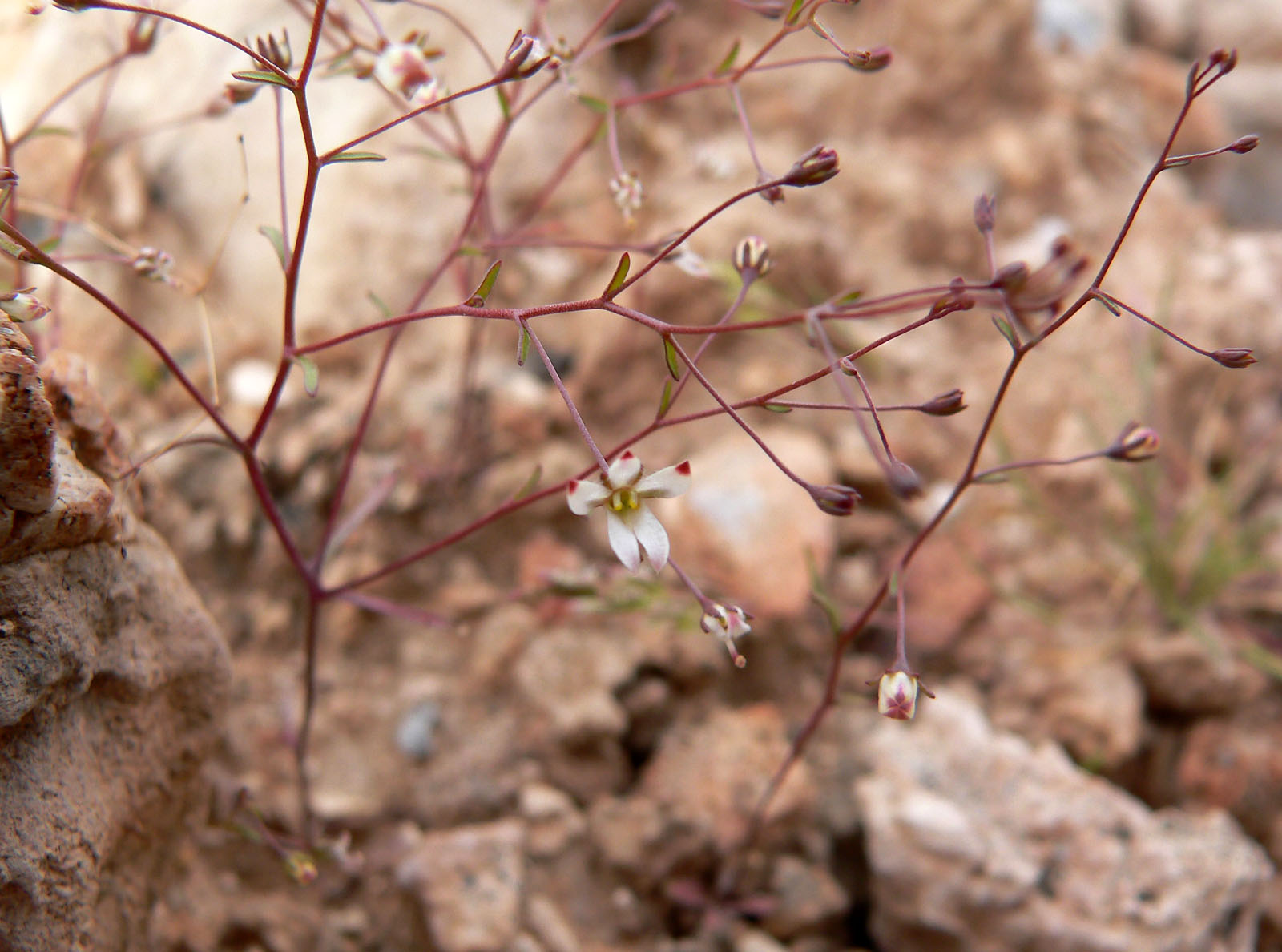
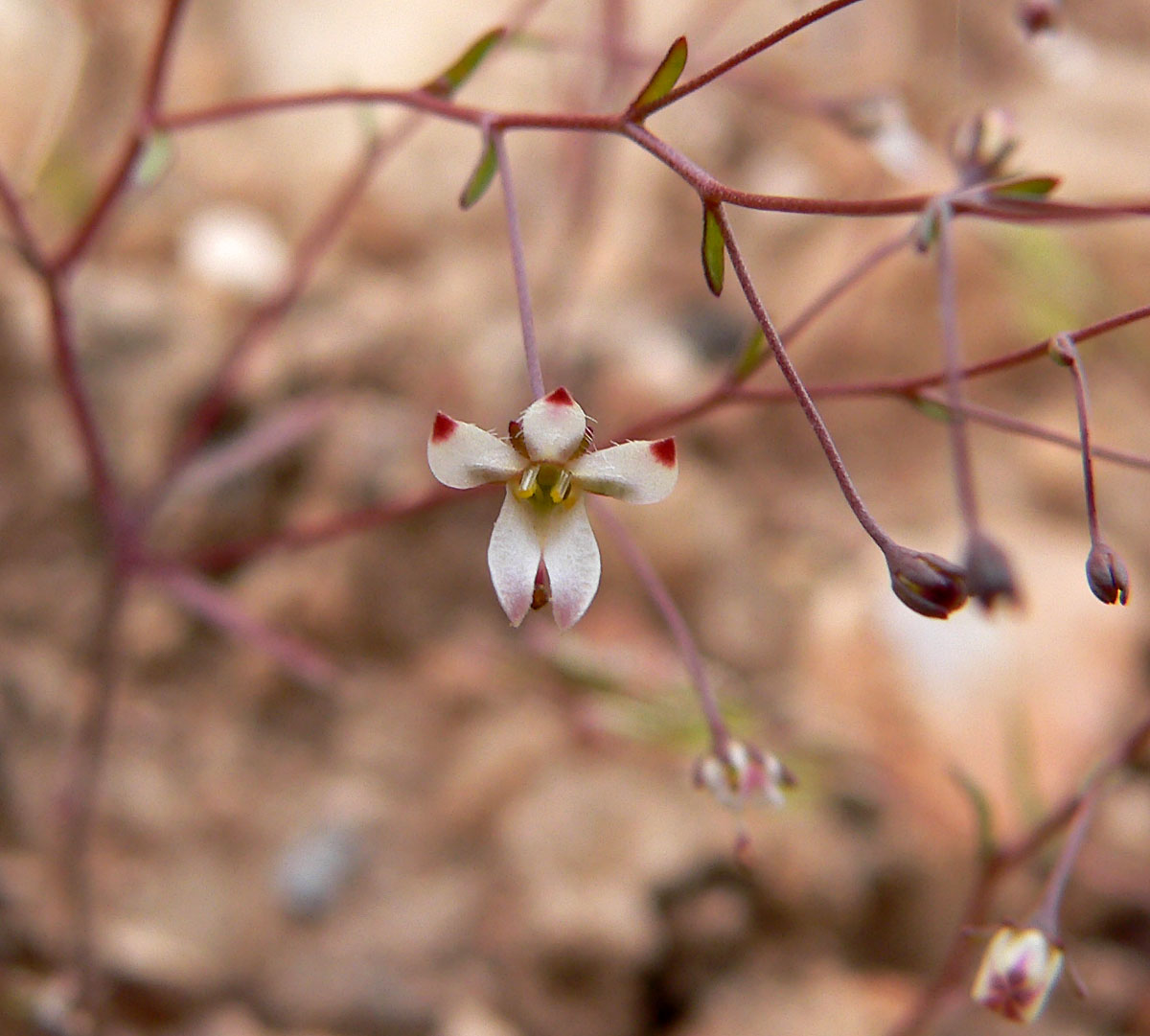
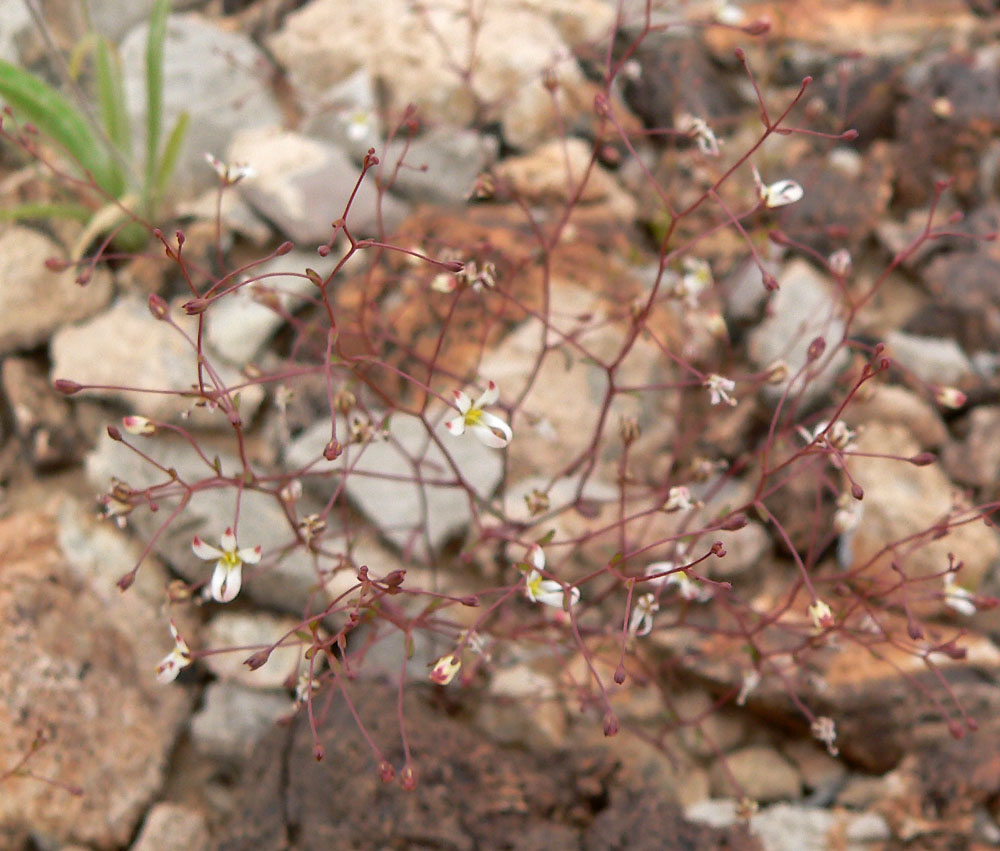